# Nigeryjska Marynarka Wojenna
Nigeryjska Marynarka Wojenna (ang. Nigerian Navy) – morski rodzaj Nigeryjskich Sił Zbrojnych.

## Historia

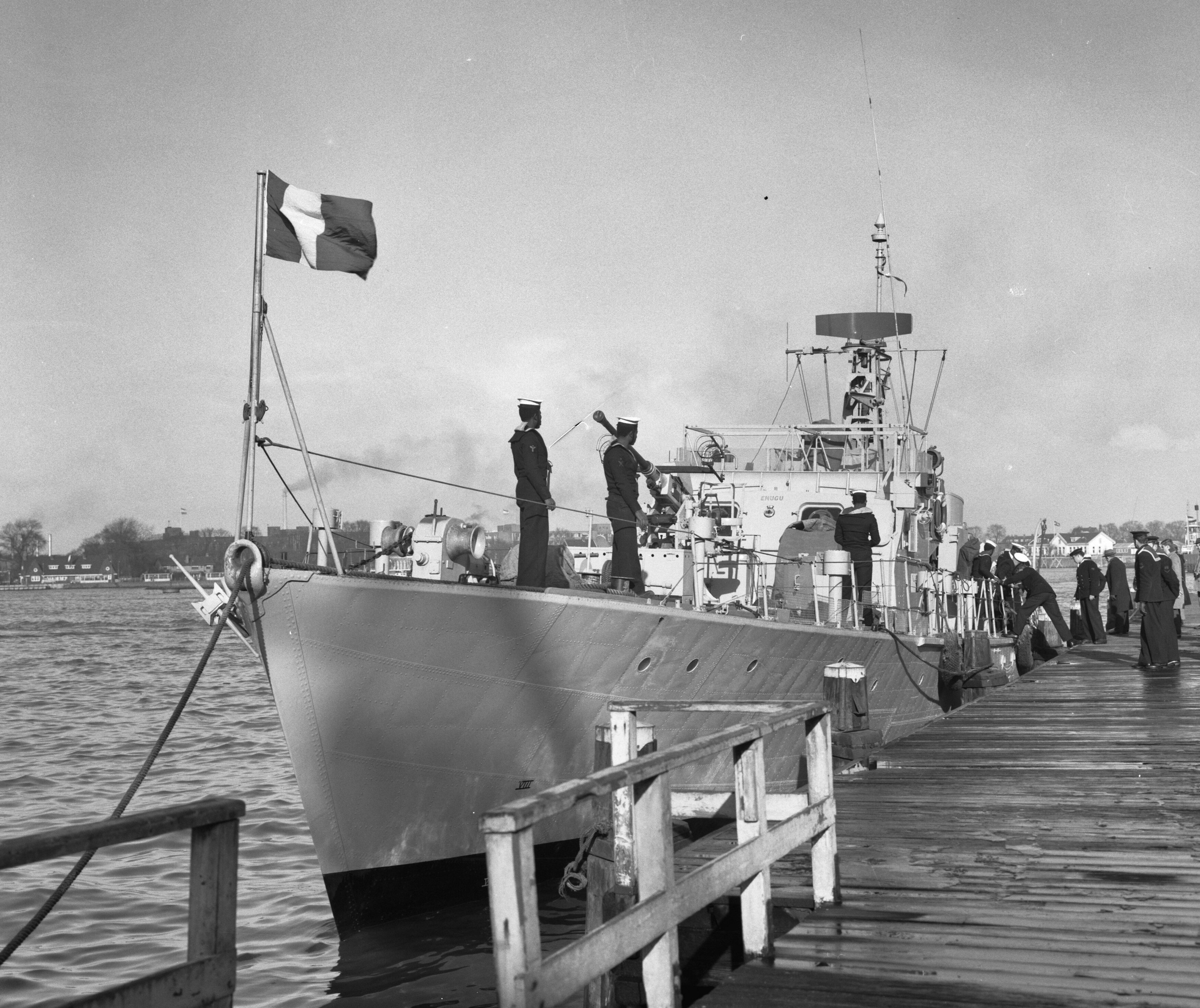
Patrolowiec „Enugu” w Amsterdamie, 1962

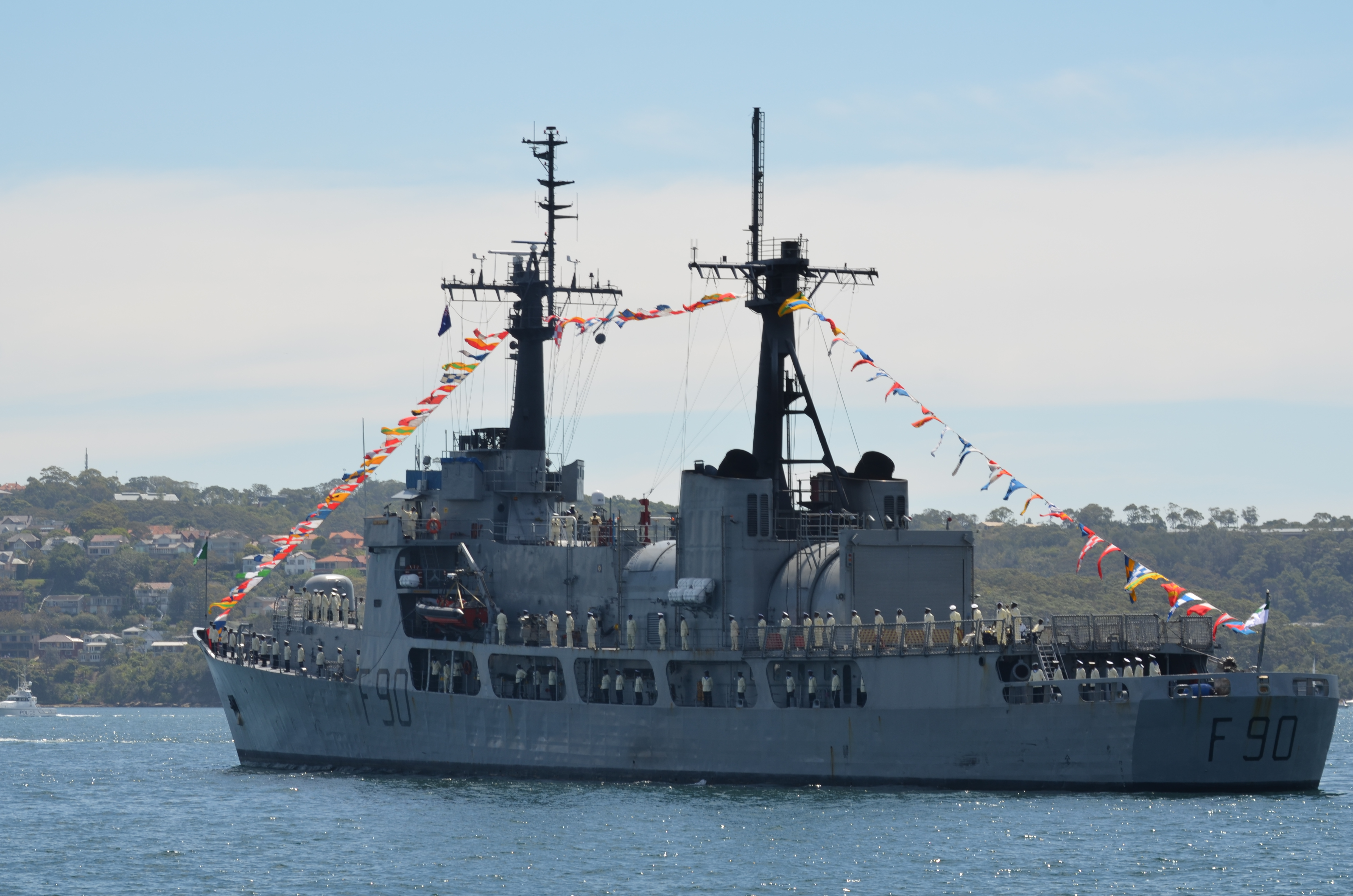
Dawny amerykański kuter Straży Wybrzeża „Thunder” podczas rewii floty w Sydney, 2013

Początki współczesnej marynarki wojennej Nigerii sięgają 1956 roku, kiedy jeszcze była ona kolonią brytyjską. Wielka Brytania przygotowywała się wówczas do usamodzielnienia Nigerii i utworzyła zalążek jej sił morskich, w celu szkolenia kadr. Marynarka początkowo liczyła 200 osób ochotniczego personelu, a w 1960 roku – 555. W lipcu 1959 roku została utworzona przez Brytyjczyków Królewska Nigeryjska Marynarka (Royal Nigerian Navy). W tym samym roku otrzymała ona kilka małych brytyjskich okrętów z okresu II wojny światowej, w tym trałowiec „Nigeria” (wycofany w 1962 roku), barkę desantową „Lokoja” typu LCT(4) i trzy kutry patrolowe. Nigeria uzyskała następnie niepodległość 1 października 1960 roku, a od 1963 roku jest republiką i jej marynarka utraciła tytuł „królewskiej”. Do 1964 roku służyli w niej jeszcze brytyjscy oficerowie.
W 1961 roku Nigeria zakupiła pierwszy nowo zbudowany okręt – patrolowiec „Enugu”, a w 1965 roku zbudowaną w Holandii fregatę „Nigeria”, która stała się jej największą jednostką, pełniącą funkcje okrętu szkolnego i flagowego. Poza nimi, do końca lat 60. marynarka otrzymała jedynie kilka dalszych okrętów patrolowych. Niewielka marynarka nigeryjska pozostała lojalna wobec rządu podczas wojny domowej z separatystyczną  Biafrą (1967–70) i posłużyła do skutecznej blokady morskiej Biafry. Biafra zdobyła jedynie patrolowiec „Vigilance”, który został następnie zatopiony przez okręty nigeryjskie 10 września 1967 roku. W październiku 1969 roku na skutek działań wojennych utracono patrolowiec „Ogoja” w delcie Nigru. Marynarka wspierała też lądowania w Bonny i Calabarze.
W latach 70. marynarka Nigerii została znacznie rozbudowana i do 1982 roku wzbogaciła się o liczne nowoczesne okręty, w tym zbudowaną w Niemczech fregatę rakietową „Aradu”, cztery korwety budowy brytyjskiej, sześć kutrów rakietowo-artyleryjskich budowy niemieckiej i francuskiej, dwa okręty desantowe budowy niemieckiej i dalsze patrolowce. Stała się wówczas najnowocześniejszą marynarką spośród międzyzwrotnikowych państw Afryki i jedyną w Afryce używającą okrętów przenoszących śmigłowce. Liczba personelu wzrosła z 1720 w 1970 do około 5000 w 1990 roku. Głównymi zadaniami marynarki na wodach Nigerii stało się zwalczanie piractwa, przemytu i ochrona rybołówstwa.
Pomimo zakupu nowych okrętów, już jednak od początku lat 80. marynarka zaczęła cierpieć z powodu chronicznego braku funduszy, co razem z brakami w wyszkoleniu i dbałości o sprzęt powodowało trudność z utrzymaniem okrętów we właściwym stanie oraz ich awarie. Część stosunkowo nowych okrętów szybko utraciła status operacyjny i były remontowane po dłuższym czasie lub wcale. W połowie lat 80. wycofano z tych przyczyn fregatę „Obuma” (ex „Nigeria”) i korwetę „Otobo”, a druga korweta „Dorina” zatonęła w porcie. Jedynymi nowymi okrętami, które doszły pod koniec lat 80, były dwa zbudowane we Włoszech niszczyciele min. Na początku lat 90. sprawne okręty nigeryjskie brały udział w misji wojskowej organizacji państw afrykańskich ECOMOG monitorującej wojnę domową w Liberii.
Po okresie stagnacji, w toku którego jedynie część z posiadanych okrętów była operacyjna, sytuacja zaczęła się poprawiać dopiero na początku XXI wieku. Możliwości patrolowania strefy ekonomicznej przywróciły cztery przejęte z amerykańskiej Straży Wybrzeża w latach 2002-03 stawiacze boi, używane jako okręty patrolowe. W latach 2011–14 Nigeria przejęła dwa amerykańskie używane oceaniczne okręty patrolowe przenoszące śmigłowce, a w latach 2014-15 dwa nowe, zbudowane w Chinach. Nabyła również od początku XXI wieku liczne mniejsze okręty lub kutry patrolowe. Liczba personelu marynarki wzrosła do 17 864, w tym 2299 oficerów w 2015 roku (włącznie ze Strażą Wybrzeża).

## Wyposażenie
Główne okręty:
| Typ                         | Zdjęcie | Okręty                                                     | W służbie | Producent                                | Uwagi                                                                                        |
| Fregaty                     | Fregaty | Fregaty                                                    | Fregaty   | Fregaty                                  | Fregaty                                                                                      |
| --------------------------- | ------- | ---------------------------------------------------------- | --------- | ---------------------------------------- | -------------------------------------------------------------------------------------------- |
| MEKO 360H1                  |         | Aradu (F89)                                                | 1982      | Blohm + Voss, Hamburg                    | niesprawny (2022)                                                                            |
| Oceaniczne okręty patrolowe |         |                                                            |           |                                          |                                                                                              |
| Hamilton                    |         | Thunder (F90) Okpabana (F93)                               | 2012 2014 | Avondale, Nowy Orlean                    | Przekazane amerykańskie kutry Straży Przybrzeżnej, wodowane w 1967                           |
| P18N                        |         | Centenary (F91) Unity (F92)                                | 2014 2015 | Wuchang, Wuhan                           | [ 7 ]                                                                                        |
| Korwety                     |         |                                                            |           |                                          |                                                                                              |
| Vosper Mk 9                 |         | Enymiri (F84)                                              | 1980      | Vosper Thornycroft                       | w 2016 niesprawny, status nieznany. Bliźniacza „Erinomi” wycofana                            |
| Kutry rakietowe             |         |                                                            |           |                                          |                                                                                              |
| La Combattante IIIB         |         | Siri (P181) Ayam (P182) Ekun (P183)                        | 1981      | CMN, Cherbourg                           | w 2016 niesprawne, status nieznany                                                           |
| Okręty patrolowe            |         |                                                            |           |                                          |                                                                                              |
| typu Balsam                 |         | Kyanwa (A 501) Ologbo (A 502) Nwamba (A 503) Obula (A 504) | 2002 2003 | Manne Iron and Shipbuilding Corp, Duluth | Przekazane amerykańskie stawiacze boi Straży Wybrzeża, z lat 1942-44 (zdjęcie w służbie USA) |

## Bandery

Bandera wojenna w latach 1960-98
Bandera wojenna od 1998 roku